# Mountain View, Oklahoma
Mountain View är en ort i Kiowa County, Oklahoma, USA.